# 晃栄住宅
株式会社晃栄住宅（こうえいじゅうたく）は、鹿児島県鹿児島市に本社を置く、住宅販売などをおこなう事業者である。1989年5月設立。2014年4月より高気密・高断熱住宅である「楽暮」（らくら）の家の販売を開始。楽暮の家は2017年に実用新案登録も受けている（登録第3208689）。

## 概要
- 所在：〒891-0104 鹿児島県鹿児島市山田町377-1
- 設立：1989年（平成元年）5月
- 資本金：9,999万円
- 代表取締役社長：仙田次雄

### 店舗
- 鹿児島南店 - 鹿児島県鹿児島市山田町377-1
- 鹿児島北店 - 鹿児島県鹿児島市吉野4丁目41-10
- 川内店 - 鹿児島県薩摩川内市平佐町1716-1
- 霧島店 - 鹿児島県霧島市隼人町見次299
- MBC総合展示場 - 鹿児島県鹿児島市与次郎2丁目5-37
- 姶良店 - 鹿児島県姶良市西餅田216-1

（※祝祭日を除く木曜日・第2水曜日は定休日となる。）

### 関連会社
- 株式会社こうえい介護サービス
- 株式会社グリーンライフ
- 株式会社KOUEIJUKEN